# Sebastapistes
Genre
Sebastapistes est un genre de poissons de la famille des scorpénidés, cousin des rascasses.

## Liste des espèces
Selon World Register of Marine Species (22 janv. 2017) :
- Sebastapistes ballieui (Sauvage, 1875)
- Sebastapistes coniorta Jenkins, 1903
- Sebastapistes cyanostigma (Bleeker, 1856)
- Sebastapistes fowleri (Pietschmann, 1934)
- Sebastapistes galactacma Jenkins, 1903
- Sebastapistes mauritiana (Cuvier, 1829)
- Sebastapistes nuchalis (Günther, 1874)
- Sebastapistes perplexa Motomura, Aizawa & Endo, 2014
- Sebastapistes strongia (Cuvier, 1829)
- Sebastapistes taeniophrys (Fowler, 1943)
- Sebastapistes tinkhami (Fowler, 1946)

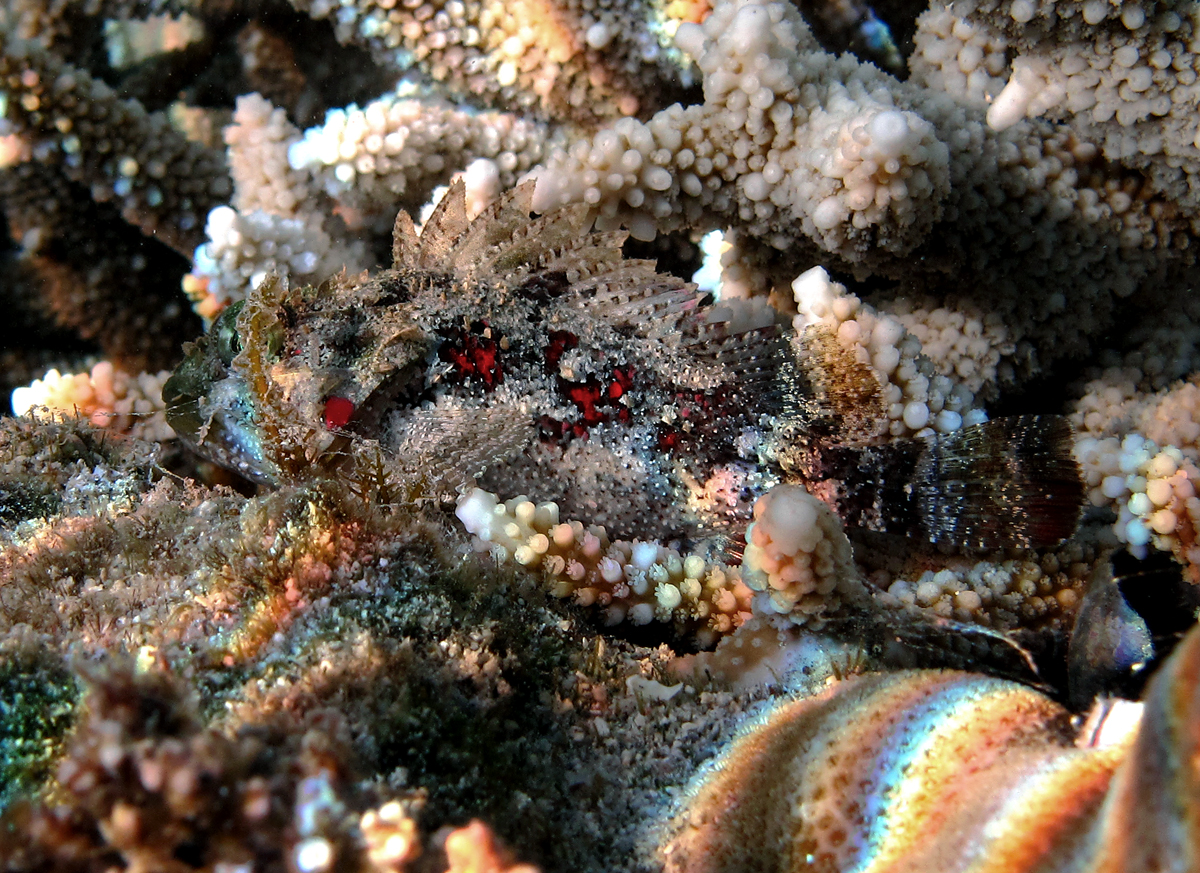
Sebastapistes mauritiana
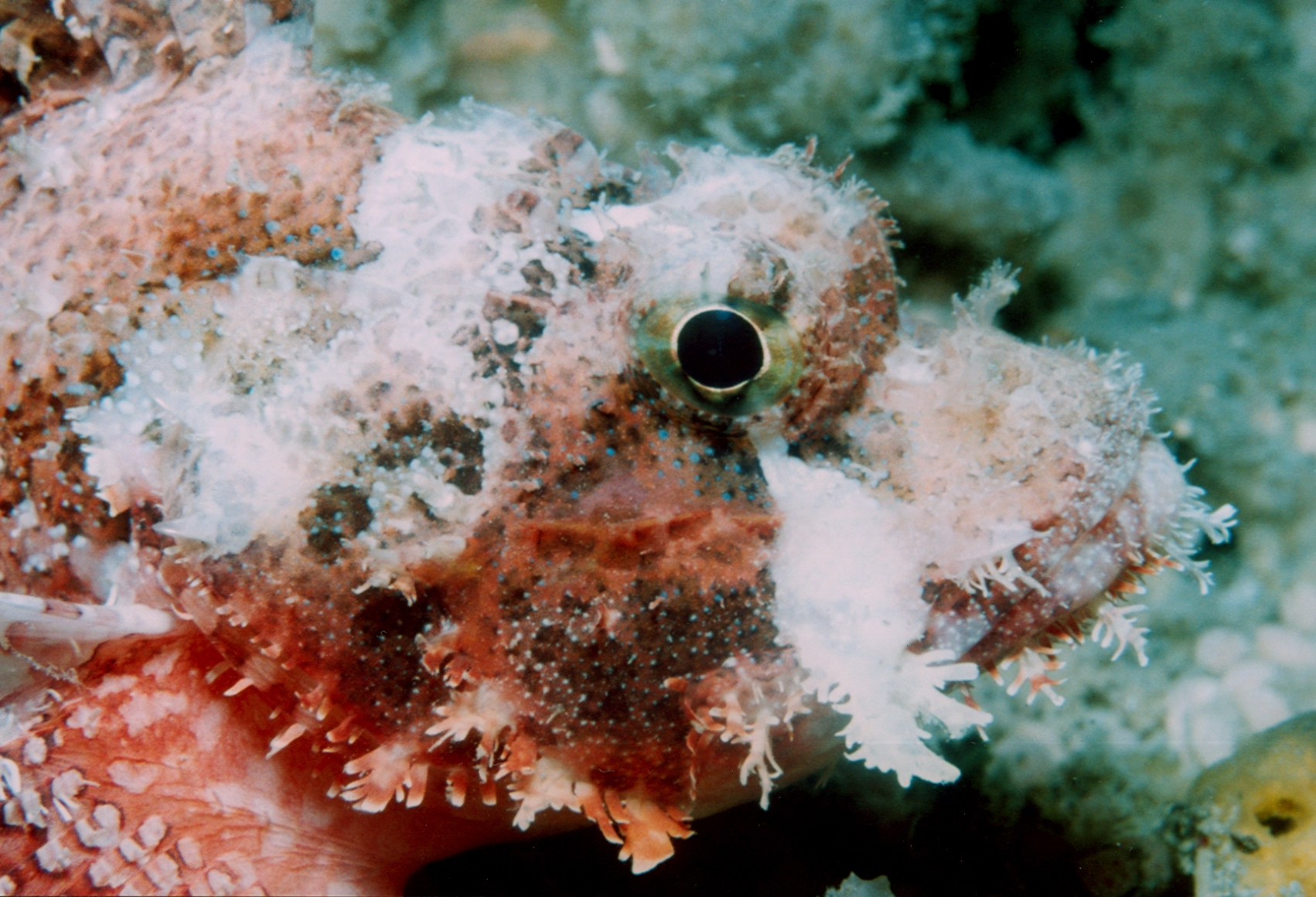
Sebastapistes strongia
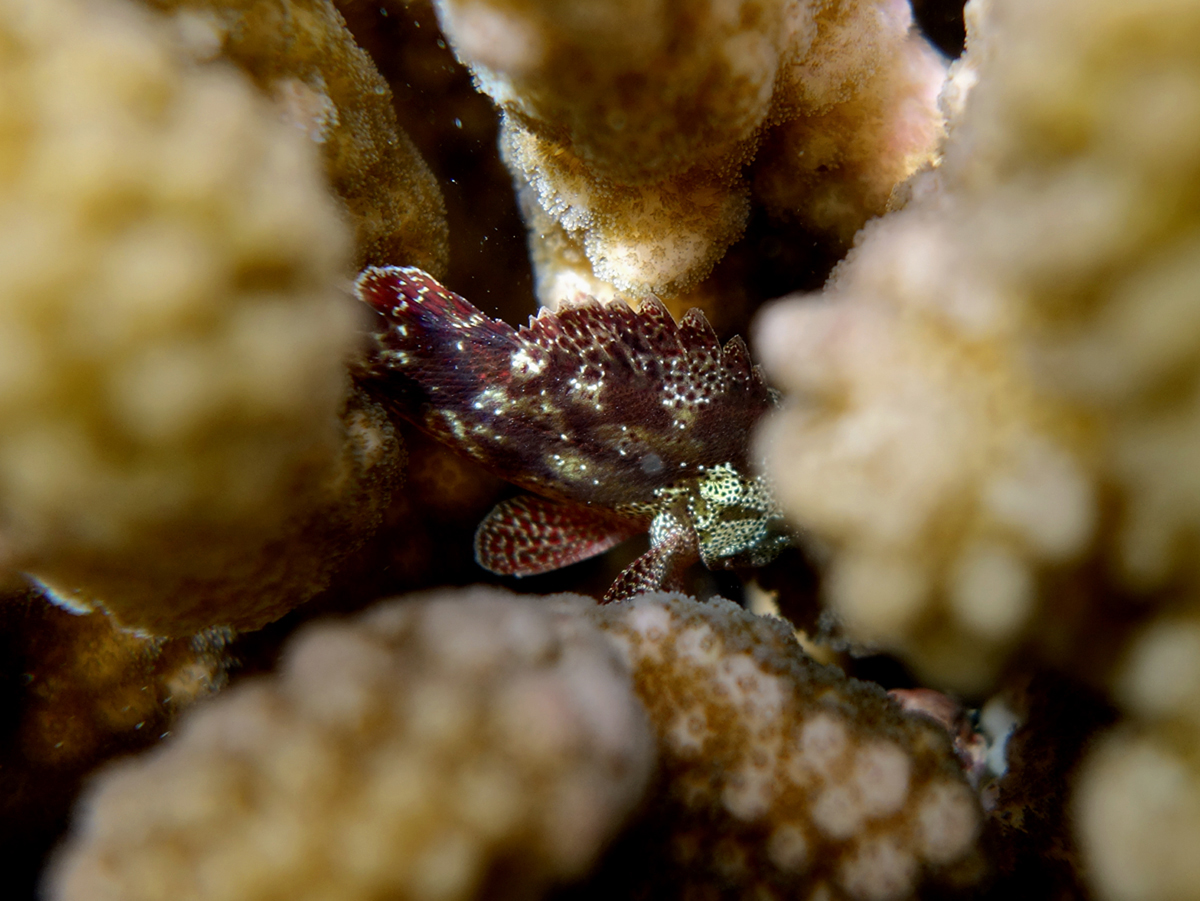
Sebastapistes tinkhami